# Железнодорожное городское поселение
Городско́е поселе́ние Железнодоро́жное — упразднённое муниципальное образование в составе Правдинского района Калининградской области. Административный центр поселения — посёлок городского типа Железнодорожный.

## География
На территории поселения находятся пограничные автомобильные переходы Железнодорожный-Михалково и Крылово-Перлы (установлены, но не открыты) и железнодорожный пункт пропуска грузовых поездов в Железнодорожном.

## История
Городское поселение Железнодорожное образовано 1 января 2006 года в соответствии с законом Калининградской области № 476 от 21 декабря 2004 года. В его состав вошёл посёлок городского типа Железнодорожный и территории Вишневского и Крыловского сельских округов.
Законом Калининградской области от 27 апреля 2015 № 418, 1 января 2016 года все муниципальные образования «Правдинский район» — «Правдинское городское поселение», «Железнодорожное городское поселение», «Домновское сельское поселение» и «Мозырьское сельское поселение» — были преобразованы, путём их объединения, в Правдинский городской округ.

## Население
| 2010 | 2012  | 2013  | 2014  | 2015  |
| ---- | ----- | ----- | ----- | ----- |
| 5919 | ↗5995 | ↘5984 | ↘5966 | ↗5984 |

## Состав городского поселения
В состав городского поселения входит 31 населённый пункт
- Айвазовское (посёлок) — 1[5]
- Вишнёвое (посёлок) — 154[5]
- Вольное (посёлок) — 20[5]
- Гоголевское (посёлок) — 21[5]
- Гребное (посёлок) — 6[5]
- Железнодорожный (пгт, административный центр) — 2641[9]
- Зареченское (посёлок) — 92[5]
- Зверево (посёлок) — 40[5]
- Знаменка (посёлок) — 240[5]
- Каменка (посёлок) — 3[5]
- Кленовое (посёлок) — 8[5]
- Костромино (посёлок) — 222[5]
- Кочкино (посёлок) — 40[5]
- Кочубеево (посёлок) — 3[5]
- Крылово (посёлок) — 785[5]
- Крымское (посёлок) — 72[5]
- Липняки (посёлок) — 303[5]
- Михайловка (посёлок) — 43[5]
- Некрасовка (посёлок) — 47[5]
- Никитино (посёлок) — 80[5]
- Ново-Бийское (посёлок) — 55[5]
- Новоселки (посёлок) — 109[5]
- Новостроево (посёлок) — 500[5]
- Озерки (посёлок) — 81[5]
- Панфилово (посёлок) — 37[5]
- Смольное (посёлок) — 17[5]
- Совхозное (посёлок) — 13[5]
- Холмогорье (посёлок) — 87[5]
- Чаадаево (посёлок) — 5[5]
- Чайкино (посёлок) — 22[5]
- Шевцово (посёлок) — 46[5]